# Tyczyn
Tyczyn je město v jihovýchodním Polsku v Podkarpatském vojvodství v okrese Řešov. Je sídlem stejnojmenné městsko-vesnické gminy. V roce 2024 zde žilo 4 562 obyvatel.

## Poloha
Tyczyn se rozkládá v nížině na předhůří Karpat, asi v polovině vzdálenosti mezi městy Krakov na západě a Lvov na východě. Centrum města se nachází na návrší obklopeném několika zemědělskými vesnicemi. Severně od města protéká řeka Strug, přítok řeky San.

## Historie
Ves založil Bartold Tyczner (obchodník z Moravy?), za vlády krále Kazimíra III. na základě listiny podle Magdeburského práva, vydané v Niepołomici 14. března 1368. Patřila do „země sanocké“ (polsky ziemia sanocka. V roce 1450 se vlastníkem města i s předměstími stal Jan z Pilczy, syn Alžběty z Pilicy, třetí ženy Vladislava II. Jagella.. Během 15. a 16. století sem přicházeli Židé.
Město rostlo a ovládalo oblast až do poloviny 17. století, kdy bylo zničeno poprvé Tatarskými a později kozáckými vojsky. V letech 1792 až 1918 byl Tyczyn součástí Haliče, části Rakousko-Uherska. V této době připadla oblast Tyczyna pod administrativní kontrolu města Řešov, vzdáleného asi 13 kilometrů severně.
Před druhou světovou válkou žila ve městě silná židovská komunita, město bylo tzv. štetlem. Německý Wehrmacht převzal kontrolu nad městem 10. září 1939. Židovští obyvatelé čelili mnoha omezením, přesídlení do řešovského ghetta, deportacím do pracovních a koncentračních táborů, ale i popravám. V okolí města se nachází masový hrob židovských obyvatel, kteří byli popraveni v přilehlých lesích. George Lucius Salton, bývalý tyczynský občan, odhaduje, že nacisté snížili počet židovských obyvatel z přibližně 2000 před válkou na 10 na konci války. Podle Saltonovy autobiografie The 23rd Psalm: A Holocaust Memoir byla většina populace ghetta, které nacisté údajně slíbili přesídlení na velkou ukrajinskou farmu, byla odvezena přímo do vyhlazovacího tábora Belzec, kde byli popraveni v plynových komorách.

## Gmina
K městsko-vesnické gmině (polsky gmina miejsko-wiejska) patří kromě města Błażowa ještě následujících obce se starostenstvími (sołectwo):
- Borek Stary
- Hermanowa
- Kielnarowa

## Památky

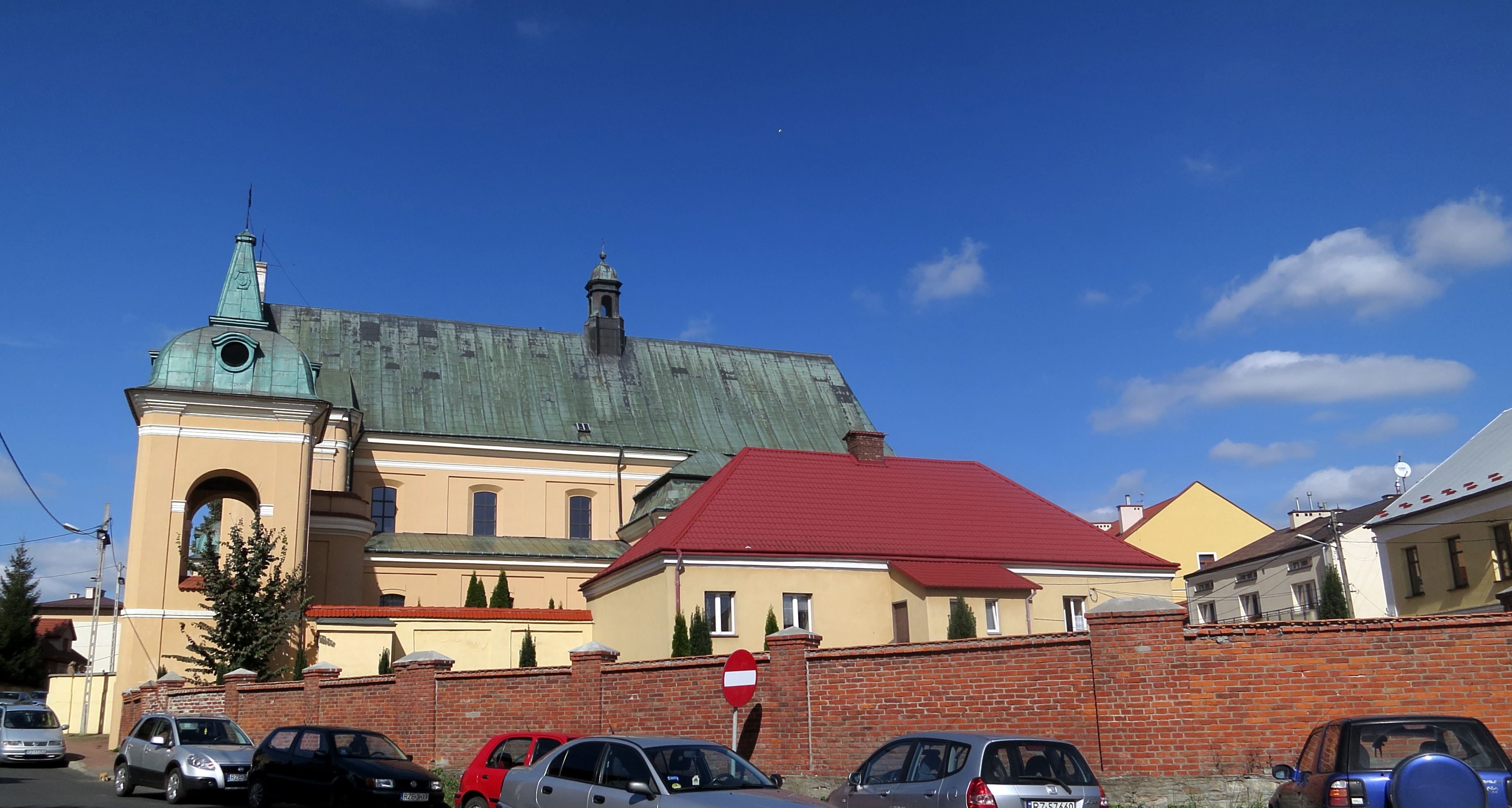
Farní kostel sv. Kateřiny a Nejsvětější Trojice

- Kostel sv. Kateřiny a Nejsvětější Trojice – postavený v druhé polovině 15. století, přestavěný za vlády Jana Klemense Branického v letech 1720-1730, 1735-1745 a 1759-1763 v barokním slohu. Poté byla přistavěna kaple sv. Trojice a dvě věže, navržené Janem Henrykem Klemmem. Štukovou výzdobu vyrobil Gottfried Schulz, fresky maloval Antoni Perliczka.
- Palácový komplex Wodzicki – zahrnuje více než 11hektarový park, budovu paláce a přístavby (druhá polovina 19. a začátek 20. století) v historizujícím eklektickém stylu, dnes zde sídlí lyceum.[4]
- Kaplička sv. Jana Nepomuckého z konce 18. století, přestavěná v 19. století
- Historické domy a vily na ul. Kopernika (1), Kościuszki (25), Podwale (9)

## Osobnosti
- Mischket Liebermann (1905–1981) – herečka
- Nathan Notowicz (1911–1968) – hudební skladatel
- Katarzyna Sobczyk (1945–2010) – zpěvačka